# پتک فیلیپ
پَتِک فیلیپ (به انگلیسی: Patek Philippe & Co) یک شرکت سوئیسی تولیدکننده ساعت‌های مچی و جیبی لوکس است که در سال ۱۸۵۲ در ژنو سوئیس تأسیس شده‌است. این شرکت به دلیل ساخت ساعت‌های مچی بسیار گران‌قیمت و پیچیده به عنوان پادشاه ساعت شناخته می‌شود. در حراجی سال ۲۰۰۹ نیویورک، ساعت مچی مدل ۳۹۷۴ پتک فیلیپ به قیمت ۲۱ میلیون دلار فروخته شد که این رقم عنوان گران‌قیمت‌ترین ساعت جهان را به پتک‌فیلیپ اختصاص داد.

## نگارخانه

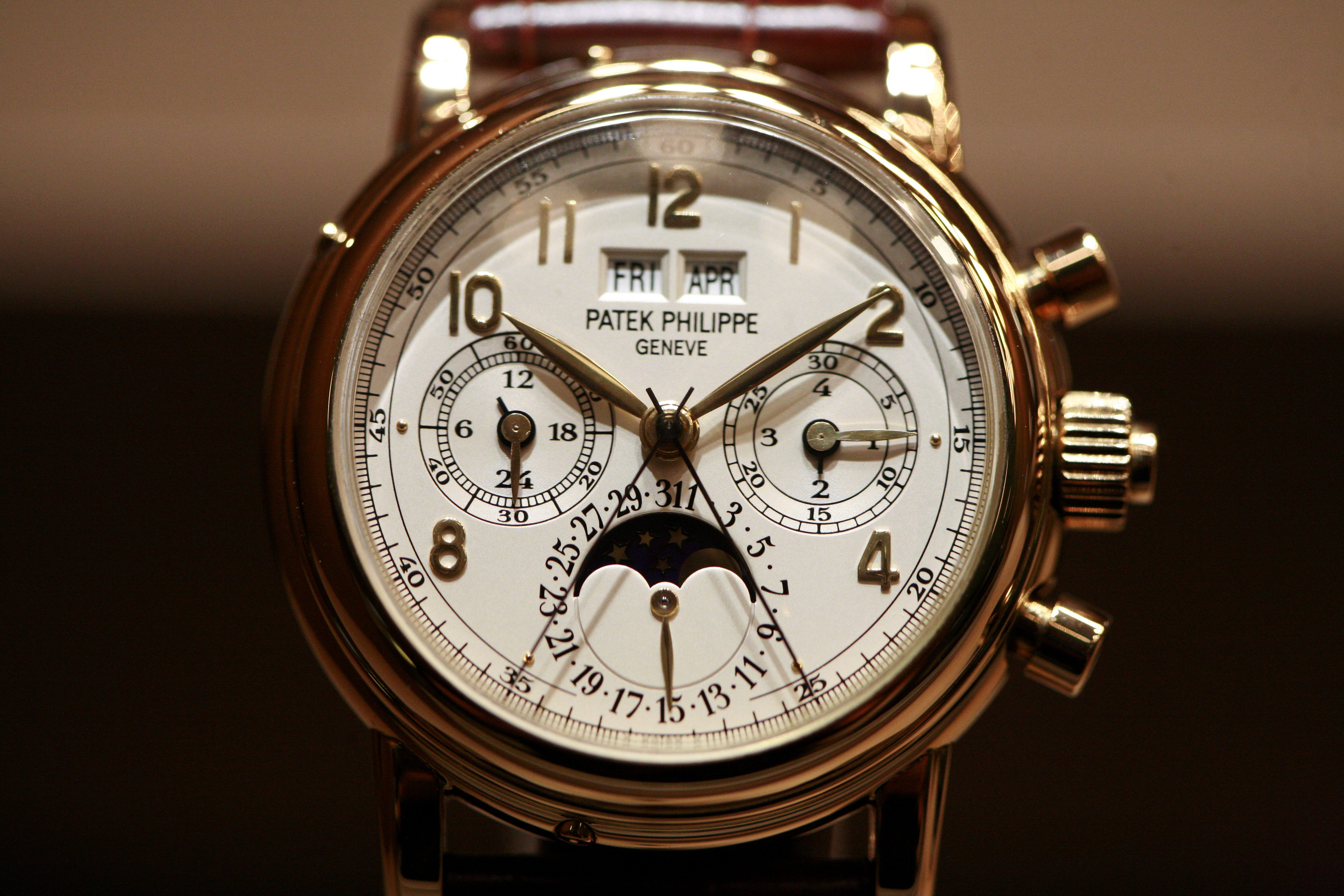
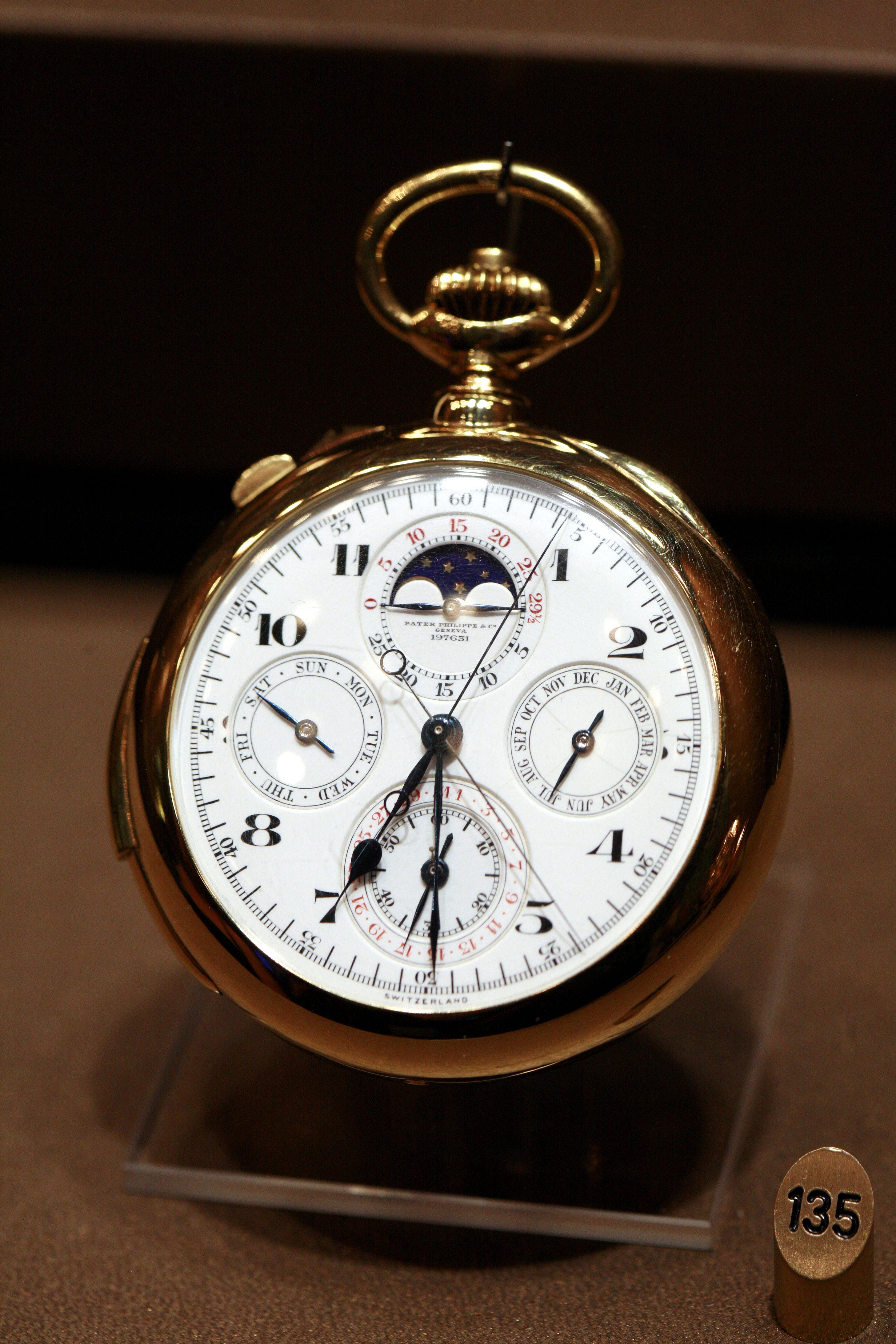
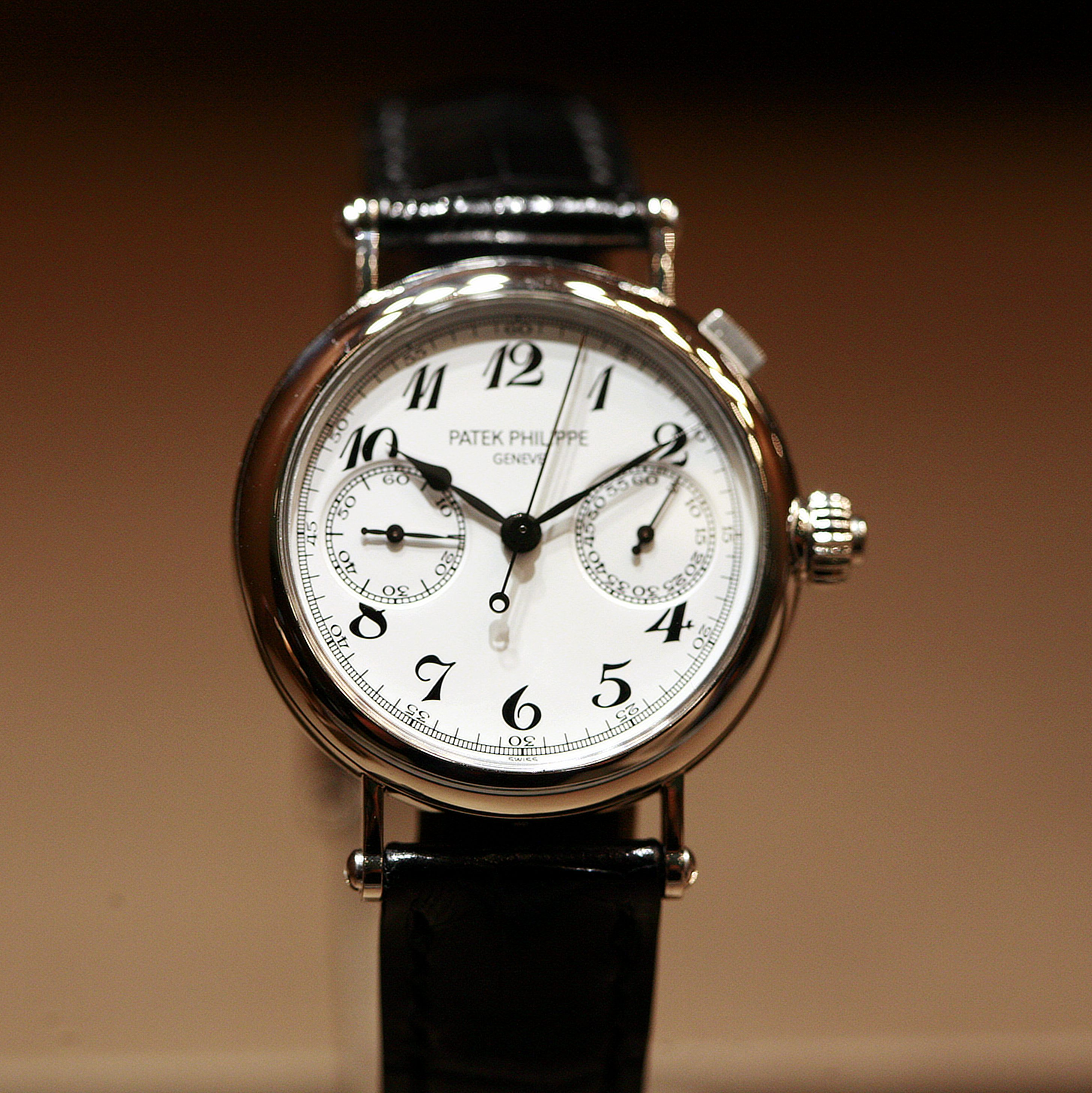
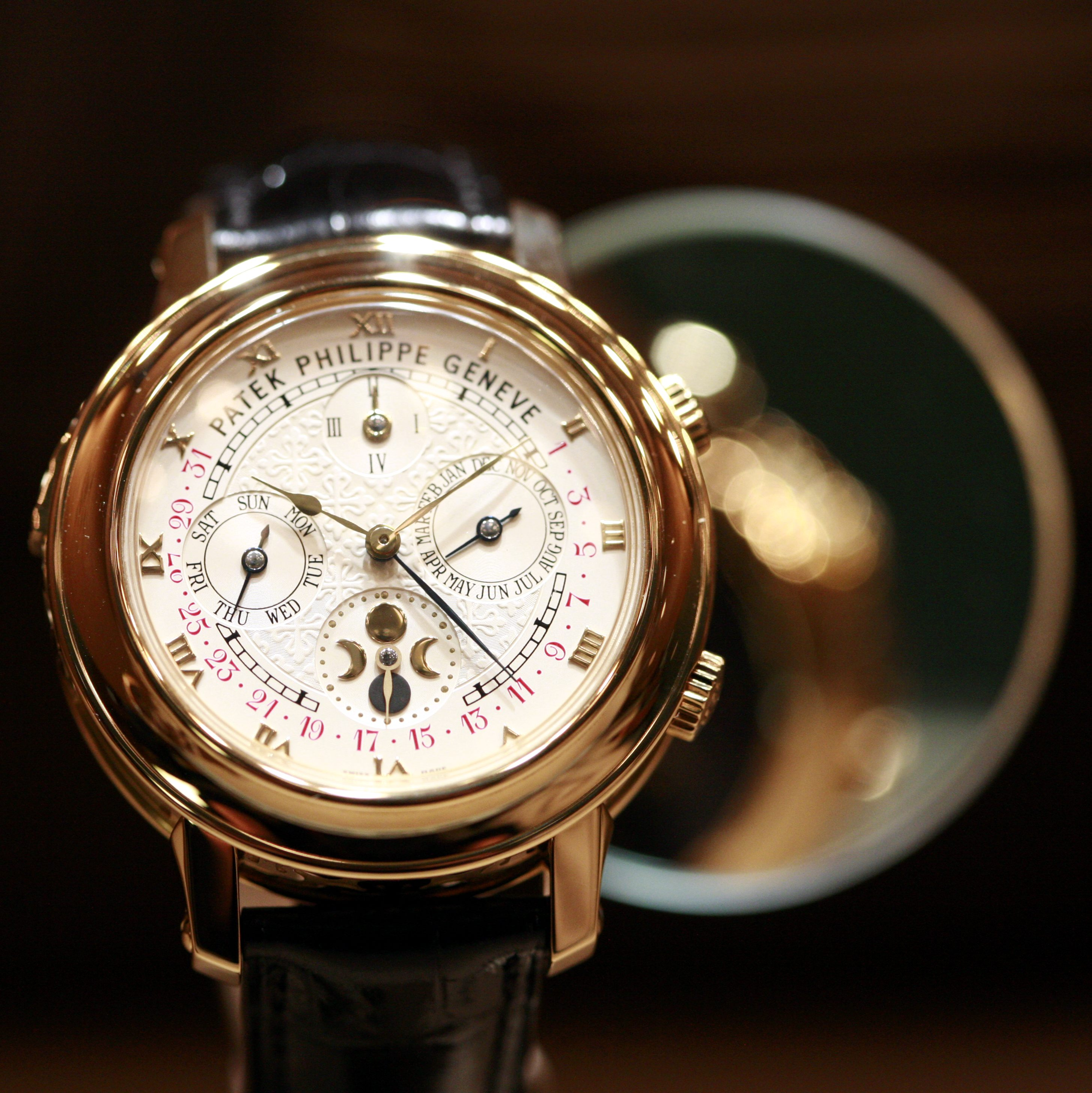
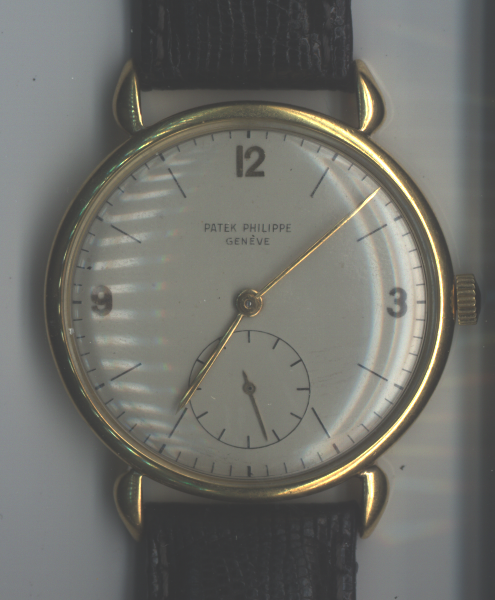
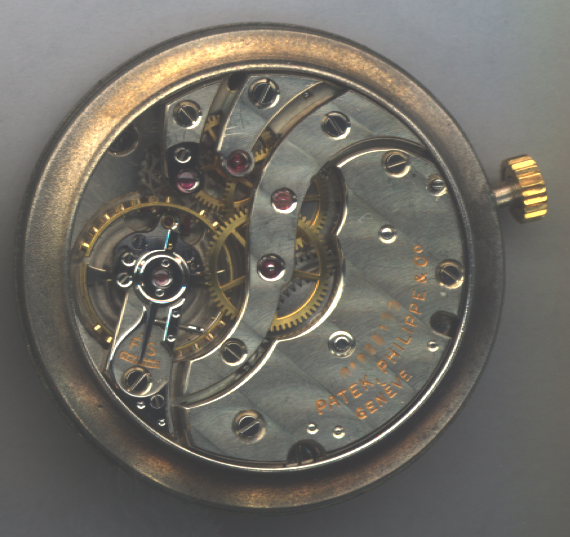
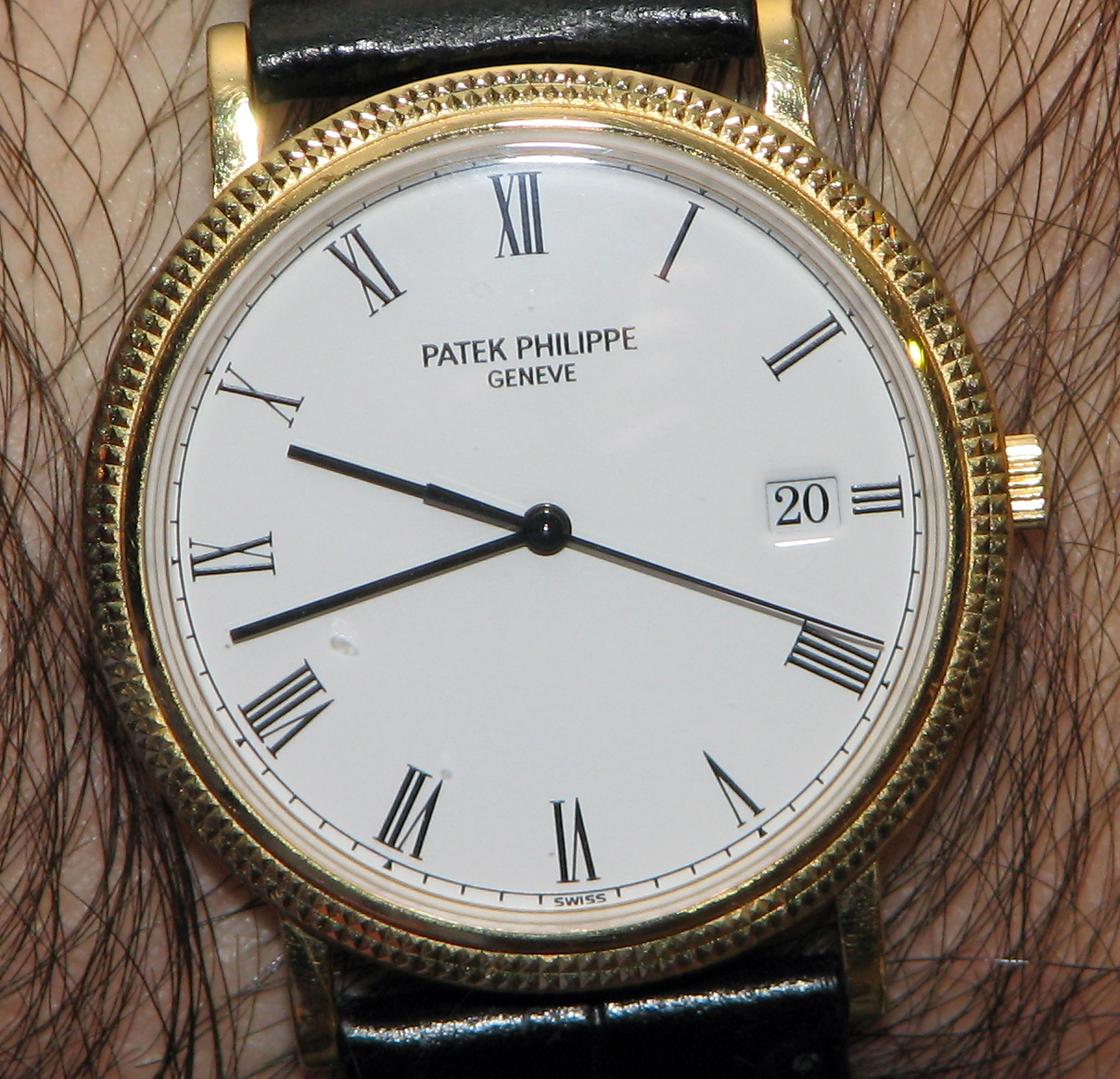